# Bartolomea Capitanio
Bartolomea Capitanio (Lóvere, 13 de enero de 1807 - Lovere, 26 de julio de 1833) fue una religiosa italiana. Junto a Vincenza Gerosa (1784-1847) fue una de las fundadoras de la orden religiosa católica Las Hermanas de Caridad de Lovere.
Nació, vivió y murió en la villa de Lóvere, a 235 km al oeste de la ciudad de Venecia. En 1824, Bartolomea (17) conoció a Vincenza (39), quien también era nativa de Lóvere. Ellas crearon su orden para enseñar a los jóvenes y cuidar a los enfermos, siguiendo los principios del santo francés Vicente de Paúl (1581-1660).
Santa Bartolomea murió pocos años después, a los 26 años, en 1833.
Casi un siglo después, en 1926, fue beatificada, y en 1950 fue canonizada (reconocida como «santa»).
Junto a santa Vincenza fueron declaradas santas patronas de la ciudad de Lóvere.